# Stazione di Cabitza
La stazione di Cabitza fu una stazione ed in seguito fermata ferroviaria al servizio dell'omonima miniera nel comune di Iglesias, posta lungo la linea che collegava quest'ultimo centro con San Giovanni Suergiu.

## Storia
La nascita dell'impianto risale agli ultimi anni dell'Ottocento, periodo in cui alla Compagnia Reale delle Ferrovie Sarde, gestore all'epoca della rete ferroviaria a scartamento ordinario dell'isola, fu affidata la realizzazione della breve linea che avrebbe collegato la stazione di Iglesias con l'area ferroviaria della frazione di Monteponi, in cui verteva anche il capolinea della ferrovia per Portovesme di proprietà dell'omonima società mineraria. Il percorso della linea fu costruito con l'intenzione di servire anche la miniera di Cabitza (piombo, zinco), per la quale fu quindi approntata una stazione: il 1º ottobre 1898 venne quindi aperta al traffico la linea, e con essa la stazione di Cabitza, la quale nel 1920 passò sotto la gestione delle Ferrovie dello Stato come il resto della rete delle "Ferrovie Reali".
In quello stesso decennio i destini della stazione di Cabitza, utilizzata principalmente per il trasporto del materiale estratto dalla omonima miniera, si intrecciarono con quelli del progetto di rete ferroviaria pubblica a scartamento ridotto per il Sulcis-Iglesiente che la Ferrovie Meridionali Sarde si apprestava a realizzare: una delle linee, proveniente da Palmas Suergiu (in seguito San Giovanni Suergiu), fu inizialmente pensata per giungere sino alla stazione FS di Monteponi, ma per evitare un ulteriore trasbordo, previsto nel progetto iniziale, venne decisa la riconversione a scartamento ridotto della Iglesias-Monteponi ed il passaggio della stessa alle FMS. Fu così che il 24 aprile 1926 per l'ultima volta la stazione fu attiva sotto la gestione delle FS; nei giorni seguenti il piazzale ferroviario di Cabitza fu completamente disarmato e riarmato con nuovi binari da 950 mm di scartamento in luogo dei precedenti da 1435 mm. Il 13 maggio successivo l'intera rete ferroviaria delle FMS venne inaugurata: 10 giorni dopo la stazione di Cabitza riprendeva l'attività, stavolta sotto l'amministrazione delle "Meridionali Sarde".
Nonostante la dismissione della miniera di Cabitza negli anni quaranta l'impianto continuò a funzionare anche nel dopoguerra, sebbene ridimensionato a fermata; tuttavia a fine anni sessanta il crollo di una galleria a poche centinaia di metri di distanza dallo scalo in direzione Iglesias portò alla sospensione provvisoria dell'esercizio tra la stazione di Monteponi e quella delle FMS di Iglesias, sostituito con autocorse dal 18 gennaio 1969 che tuttavia non servirono mai l'area di Cabitza.
Lo stop provvisorio dell'attività nella fermata si rivelerà tuttavia definitivo: nel 1974 infatti l'intera rete ferroviaria delle FMS venne chiusa all'esercizio ed in seguito dismessa: analoga sorte toccò allo scalo di Cabitza che venne disarmato ed abbandonato.

## Strutture e impianti
L'impianto è stato chiuso nel 1969 e successivamente smantellato. Durante il periodo di esercizio ferroviario presentò nei primi decenni di attività una configurazione di stazione avente binari a scartamento ordinario da 1435 mm; dal 1926 con il passaggio alle FMS questi vennero sostituiti da quelli da 950 mm. Dagli anni quaranta al momento della dismissione (1969) lo scalo presentava invece caratteristiche di fermata.
L'edificio principale della stazione era il fabbricato viaggiatori, una costruzione a due piani più tetto a falde in laterizi avente tre accessi sul lato binari, posta in leggera sopraelevazione rispetto al piano del ferro da cui era separata da un muretto.

## Movimento
Nel periodo in cui fu attiva la stazione era servita dai treni delle Ferrovie Meridionali Sarde.

## Servizi
La fermata era dotata di biglietteria e sala di aspetto.
- Biglietteria a sportello
- Sala d'attesa